# Roberto López Ufarte
Roberto López Ufarte (Fez, Marruecos, 19 de abril de 1958) es un exfutbolista español. Jugó de extremo izquierdo. Su primer equipo fue el Real Unión Club de Irún. A lo largo de su carrera siempre portó el dorsal número 11.
Es con 129 goles el segundo máximo goleador histórico de la Real Sociedad de Fútbol tras los 162 anotados por su compañero y coetáneo Jesús María Satrústegui. Ambos superaron en los años 1980 el registro anterior de Cholín, quien con 127 se mantuvo como el referente histórico desde que estableció su marca en el año 1940.

## Trayectoria
López Ufarte nació en la ciudad marroquí de Fez, adonde sus padres, catalán y andaluza, fueron en busca de trabajo. Con 8 años se trasladó a Irún, donde empezó a jugar al fútbol.
Tras un paso por juveniles, debuta en Tercera División con el Real Unión Club de Irún a los 15 años, y firma poco después por la Real Sociedad, aunque permanecería un año más en Irún como cedido.
La mayor parte de su carrera transcurrió en la Real Sociedad, debutando el 30 de noviembre de 1975 en un derbi contra el Athletic Club, en el que vencieron los bilbaínos por 2 goles a 0. Jugó 363 partidos de liga, marcando 101 goles (474 partidos y 129 goles en total).
Junto con jugadores como Luis Miguel Arconada, Jesús María Zamora y Jesús María Satrústegui fue una pieza importante en el equipo bicampeón de la Liga y campeón de la Supercopa. Además años más tarde también formó en el que consiguió la Copa del Rey de fútbol en 1987, marcando el primer gol en la final contra el Atlético de Madrid.
En 1987 fichó por el Atlético de Madrid, ayudando a su equipo a terminar 3.º en la clasificación de la liga. Jugó 27 partidos anotando 8 goles.
Al año siguiente jugó un último año en el Real Betis Balompié, jugando 28 partidos y anotando 3 goles.
Tras su retirada como jugador estuvo en el cuerpo técnico de la Real Sociedad de Fútbol, siendo el segundo de varios entrenadores.
Desde 1982 un modesto equipo de Irún (Guipúzcoa), el Club Deportivo Dunboa-Eguzki, celebra un torneo internacional de categoría cadete con su nombre.
Recientemente, desde 2017 la Ciudad Deportiva de Vícar (Almería) acoge cada año la celebración del trofeo Roberto López-Ufarte, en las categorías prebenjamin, benjamín y alevín, con ocho equipos en cada una de ellas. En total unos 350 niños disputan este trofeo que tiene carácter solidario, ya que está dedicado a la asociación de Síndrome de Down de Almería (Asalsido).

### Selección española de fútbol
Ha sido internacional con la selección nacional de fútbol de España en 15 ocasiones, marcando 5 goles. Debutó en Berna el 21 de septiembre de 1977 en un partido contra Suiza, resultando los españoles ganadores por 2 a 1 y marcando el gol de la victoria española. Jugó su último partido como internacional en Madrid el 2 de julio de 1982, contra Alemania Federal, con victoria de los alemanes.
También disputó 4 partidos amistosos internacionales con la selección de fútbol de Euskadi, que no tiene reconocimiento oficial por parte de la FIFA.

## Clubes
| Club                | País   | Año       |
| ------------------- | ------ | --------- |
| Real Unión de Irún  | España | 1973-1975 |
| Real Sociedad       | España | 1975-1987 |
| Atlético de Madrid  | España | 1987-1988 |
| Real Betis Balompié | España | 1988-1989 |

## Títulos
| Título                 | Club          | País   | Año  |
| ---------------------- | ------------- | ------ | ---- |
| Liga                   | Real Sociedad | España | 1981 |
| Liga                   | Real Sociedad | España | 1982 |
| Supercopa              | Real Sociedad | España | 1982 |
| Copa del Rey de fútbol | Real Sociedad | España | 1987 |

## Participaciones en Copas del Mundo
| Mundial                        | Selección | Resultado    |
| ------------------------------ | --------- | ------------ |
| Copa Mundial de Fútbol de 1982 | España    | Segunda fase |

## Trayectoria como entrenador
Ha formado parte durante 12 años del cuerpo técnico de la Real Sociedad en primera división (1991-2002).
Tres temporadas (2009-2012) como director deportivo del Real Unión consiguiendo el ascenso a segunda y eliminando al Real Madrid en la Copa del Rey.
Entrenador mentor durante el año 2013 en Vanuatu (Oceanía) ejerciendo labores de desarrollo del fútbol y encargado de las selecciones nacionales.
Dos temporadas (2014-2016) como entrenador del WAC (Wydad) de Casablanca. Consiguiendo la Botola - Campeones de Liga en 2015. En 2016 consiguiendo el segundo puesto en Liga y participación en Copa de África.
También ha trabajado como analista y comentarista del multifutbol en canal plus durante cuatro años (2004-2008), y actualmente comentarista de GolTV, COPE y articulista del Diario Vasco.